# Bohdaniwka (rejon niżyński)
Bohdaniwka (ukr. Богданівка) – wieś na Ukrainie, w obwodzie czernihowskim, w rejonie niżyńskim, w hromadzie Łosyniwka. W 2001 liczyła 546 mieszkańców, spośród których 544 wskazało jako ojczysty język ukraiński, 1 rosyjski, a 1 ormiański.